# Live in the Sky
Live In The Sky is de vierde single van King, het vierde studioalbum van de Amerikaanse rapper T.I.. Het nummer werd uitgebracht op 5 september 2006 door het platenlabel Atlantic. Jamie Foxx is ook te horen in het nummer. Het nummer gaat over de familie en vrienden van T.I., waarvan het aantal langzamerhand verminderd, dankzij geweld en drugs. Het nummer behaalde de 57e positie in de Hot R&B/Hip-Hop Songs-lijst van Billboard. 

## Hitlijsten
| Hitlijst (2006)                      | Hoogste positie |
| ------------------------------------ | --------------- |
| U.S. Billboard Hot R&B/Hip-Hop Songs | 57              |